# 마이클 마멋
마이클 마멋 경(Sir Michael Marmot)은 영국의 의사, 역학자이다.

## 생애
1945년 1월 26일 영국에서 출생하였다. 1968년 시드니 대학교를 졸업하여 의사가 되었다. 1975년 UC 버클리에서 보건학 박사 학위를 받았다. 1976년부터 1985년까지 영국 LSHTM의 강사로 재직한 후 1985년부터 UCL의 교수로 부임하였다. 2000년 역학 분야 전반과 건강 불평등 연구에 기여한 공로로 엘리자베스 2세에게 기사 작위를 수여받았다. 2005년 WHO에서 건강의 사회적 결정요인 위원회의 회장을 맡아 2008년까지 활동하였다. 2010년에서 2011년까지 영국의사협회 회장을 역임하였다. 이후 2015년부터 2016년까지 세계의사협회 회장으로 활동하였다.

## 연구 분야
마이클 마멋은 인구 집단 코호트 연구를 통하여 건강 불평등이 어떠한 형태로 나타나는지 연구하였다.
2010년 영국 정부의 건강 불평등 대응 정책을 평가하고 향후 방향을 제시한 마멋 리뷰를 출판하였다.

## 주요 저서
- Marmot M. 건강 격차 (김승진 역). 동녘. 2017. ISBN 978-89-7297-899-2. (원제: The Health Gap: The Challenge of an Unequal World. Bloomsbury. 2015. ISBN 978-1-4088-5799-1.)
- Marmot M, Wilkinson RG. Social Determinants of Health (2nd ed.). New York: Oxford University Press. ISBN 978-0-19-856589-5.
- Marmot M. 사회적 지위가 건강과 수명을 결정한다 (김보영 역). 에코리브르. 2006. (원제: Status Syndrome How Your Place on the Social Gradient Directly Affects Your Health. ISBN 978-1-4088-7268-0.)
- Marmot M, Siegrist J. Social Inequalities in Health: New Evidence and Policy Implications. New York: Oxford University Press. ISBN 978-0-19-856816-2.

## 같이 보기
- 건강 형평성